# Amerikaanse presidentsverkiezingen 1789
Bij de Amerikaanse presidentsverkiezingen van 1789 werd George Washington unaniem verkozen tot de eerste president van de Verenigde Staten.
De verkiezingen waren de eerste algemene presidentsverkiezingen die in de Verenigde Staten werden gehouden. De in 1787 aangenomen grondwet stipuleerde de procedure voor de verkiezingen. George Washington was de enige kandidaat voor het presidentschap en hij kreeg elk lid van het Kiescollege, die een stem uitbracht, achter zich en veroverde daarmee 69 van de 138 uitgebrachte stemmen. Tot de ratificatie van het Twaalfde Amendement op de grondwet bracht elke kiesman twee stemmen uit, waarbij de kandidaat met het hoogst aantal behaalde stemmen tot president werd verkozen en de nummer twee tot vicepresident. Hierdoor wordt de verkiezing van Washington unaniem genoemd omdat elke kiesman een van zijn stemmen op Washington uitbracht. John Adams kreeg 34 kiesmannen achter zich en werd aldus de eerste vicepresident.
Na de Amerikaanse Onafhankelijkheidsoorlog, die in 1783 officieel ten einde kwam, werden de VS aanvankelijk bestuurd onder de noemer van de Artikelen van de Confederatie. De Constitutional Convention in Philadelphia in 1787 had als resultaat de aanname en vervolgens de ratificatie van de Grondwet van de VS. Als held van de revolutie en vanwege zijn imago als Vader des vaderlands was Washington de ideale kandidaat, hoewel hij zelf bedenkingen had. Washingtons populariteit maakte van de verkiezingen een uitgemaakte zaak.
De kandidaten bij deze verkiezingen vertegenwoordigden niet een politieke partij.

## Presidentskandidaten

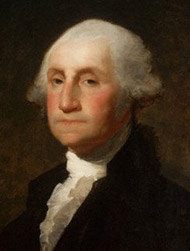
General George Washington uit Virginia Onafhankelijk
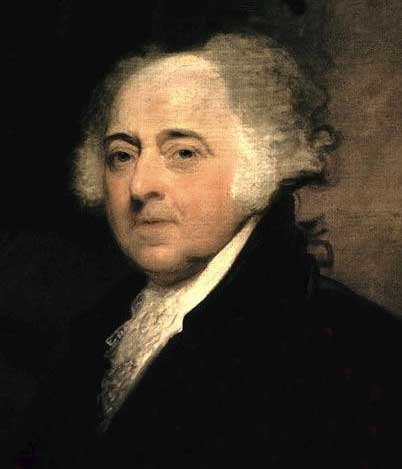
Voormalig Ambassadeur John Adams uit Massachusetts Onafhankelijk
Waarnemend Minister van Buitenlandse Zaken John Jay uit New York Onafhankelijk

- Voormalig 
 Ambassadeur 
 John Adams 
 uit Massachusetts 
 Onafhankelijk
- Waarnemend 
 Minister van 
 Buitenlandse Zaken 
 John Jay 
 uit New York 
 Onafhankelijk

## Uitslag
| Kandidaat                 | Kiesmannen | Percentage |
| ------------------------- | ---------- | ---------- |
| George Washington         | 69         | 85,2%      |
| John Adams                | 34         | 42,0%      |
| John Jay                  | 9          | 11,1%      |
| Robert Harrison           | 6          | 7,4%       |
| John Rutledge             | 6          | 7,4%       |
| Overigen                  | 14         | 17,3%      |
| Niet-uitgebrachte stemmen | 24         | 29,6%      |
| Totaal                    | 162        | 200%       |